# Amethi (Lucknow)
Amethi è una suddivisione dell'India, classificata come nagar panchayat, di 11.366 abitanti, situata nel distretto di Lucknow, nello stato federato dell'Uttar Pradesh. In base al numero di abitanti la città rientra nella classe IV (da 10.000 a 19.999 persone).

## Geografia fisica
La città è situata a 26° 45' 45 N e 81° 08' 41 E.

## Società

### Evoluzione demografica
Al censimento del 2001 la popolazione di Amethi assommava a 11.366 persone, delle quali 6.007 maschi e 5.359 femmine. I bambini di età inferiore o uguale ai sei anni assommavano a 2.001, dei quali 1.060 maschi e 941 femmine. Infine, coloro che erano in grado di saper almeno leggere e scrivere erano 4.449, dei quali 2.774 maschi e 1.675 femmine.